# Sirakovo (gmina Veliko Gradište)
Sirakovo (cyr. Сираково) – wieś w Serbii, w okręgu braniczewskim, w gminie Veliko Gradište. W 2011 roku liczyła 604 mieszkańców.